# اقتصاد رفاه

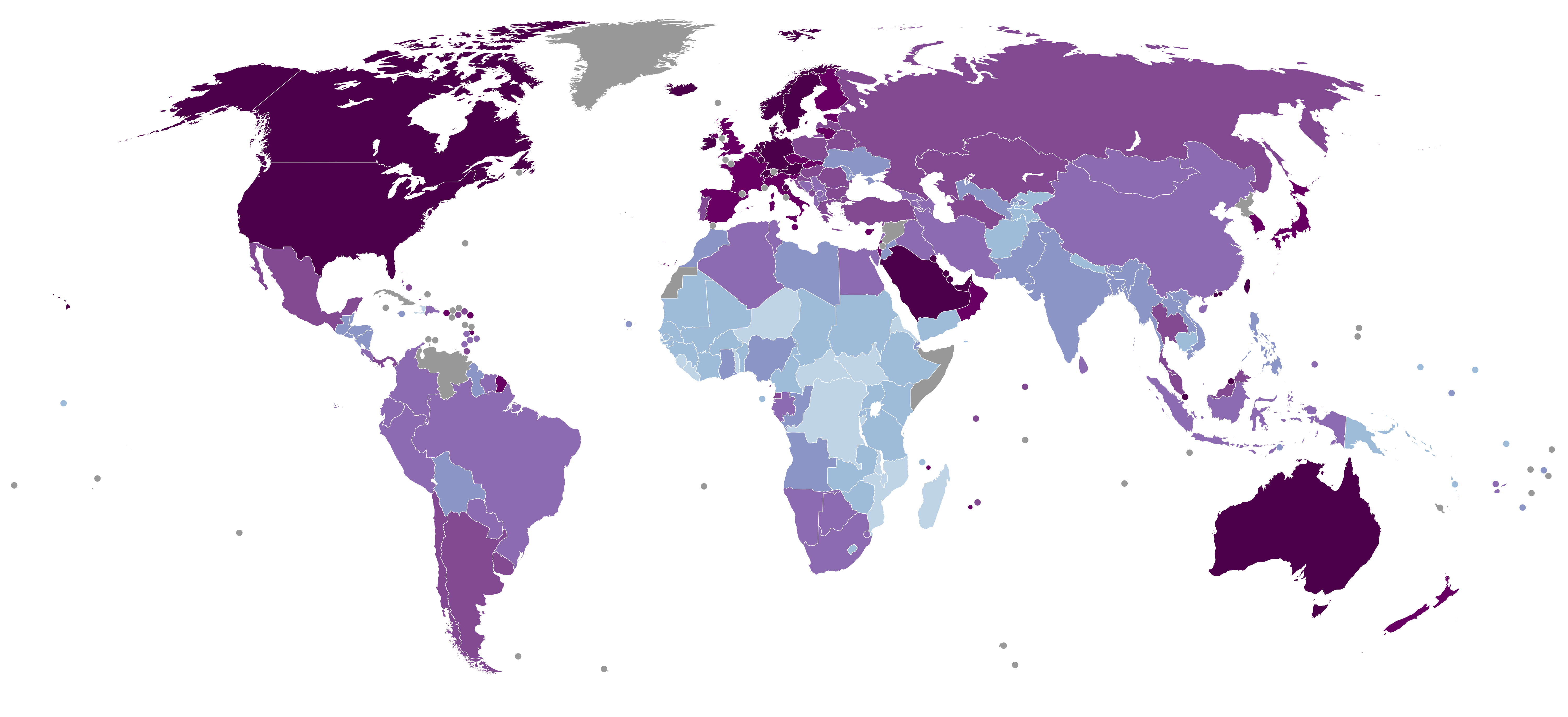

اقتصاد الرفاه هو فرع من الاقتصاد يستخدم تقنيات الاقتصاد الجزئيّ لتقييم الرفاه على المستوى الإجماليّ. تبدأ المنهجيّة من افتراض/استنتاج دالة الرعاية الاجتماعيّة، والتي تُستخدم لتصنيف مخصصات الموارد المجدية اقتصاديًّا من حيث ما تنطوي عليه من رعاية اجتماعيّة. تشمل تلك الدوال قياسات للكفاءة الاقتصاديّة والتكافؤ، إلا أن المحاولات الحديثة للتقييم الكميّ للرعاية الاجتماعيّة تنطوي على مدى أوسع من القياسات تشمل الحرية الاقتصاديّة (مثل نظرية القدرة).
يرتبط مجال اقتصاد الرفاه بنظريتين جوهريّتين. تقترح الأولى أنه بوجود افتراضات محددة، يمكن للأسواق المتنافسة أن تؤدي إلى نتائج فعالة (أمثلية/كفاءة باريتو)، إنه يتمسك بمنطق آدم سميث وحديثه عن اليد الخفيّة. يقوم الافتراض الثاني على الآتي: نظرًا لزيادة القيود، يمكن دعم أي نتيجة مبنية على كفاءة باريتو باعتبارها توازن سوقيّ تنافسيّ. وبالتالي يمكن للمُخطط الاجتماعيّ أن يختار أي دالة للرفاه الاجتماعيّ بما يتناسب مع النتيجة الأكفأ، ثم استخدام مجموع التحويلات متبوعة بالتجارة التنافسيّة لتحقيق ذلك. ترتبط نظرية اقتصاد الرفاه بعلاقة وثيقة بنظرية الاختيار الاجتماعيّ، ولذلك يمكن إضافة نظرية استحالة أرو للائحة باعتبارها النظرية الجوهريّة الثالثة.
تؤدي محاولة تطبيق اقتصاد الرفاه إلى بزوغ مجال اقتصاد القطاع العام، أي دراسة كيف يمكن للحكومة أن تتدخَّل لتحسين الرعاية الاجتماعيّة. يوفر اقتصاد الرفاه أيضًا الأسس النظريّة لأدوات اقتصاد القطاع العام، بما يشمل تحليل المكسب-التكلفة، كما أدى الجمع بين اقتصاد الرفاه وعلم الاقتصاد السلوكيّ إلى نشوء مجال جديد يُعرف باسم اقتصاد الرفاه السلوكيّ.

## الشروط

### الكفاءة
يمكن وصف الأوضاع بأنها ذات كفاءة توزيعيّة إذا أمكن توزيع البضائع على الناس القادرين على استغلال أقصى منفعة منهم. يستخدم الكثير من الاقتصاديين أمثلية باريتو كغاية للكفاءة. فطبقًا لذلك القياس لمدى الرعاية الاجتماعيّة، يكون الوضع مثاليًّا عندما يمكن تحسين حال الأفراد دون المساس بحالة الأفراد الآخرين (أي جعلها أسوأ).
يمكن الوصول للوضع الأمثل عن طريق تحقيق الشروط التالية:-
- عندما يكون المُعدَّل الهامشيّ للاستبدال في الاستهلاك متماثلًا لجميع المستهلكين. ويحدث ذلك عندما يمكن تحسين حالة المستهلك دون الإضرار بالمستهلكين الآخرين.
- المُعدَّل الهامشيّ للتحويل في الإنتاج متماثل لجميع المُنتجات. ويحدث ذلك عندما يكون من المستحيل زيادة إنتاج أي سلعة دون تقليل إنتاج السلع الأخرى.
- التكلفة الهامشيّة للموارد مساوية للإيراد الهامشيّ للمنتجات لكل العمليات الإنتاجيّة. ويحدث ذلك عندما يكون المنتج الفيزيائيّ الهامشيّ لعامل الإنتاج متساويًّا لكل المصانع المنتجة للسلعة.
- المُعدَّل الهامشيّ للاستبدال في الاستهلاك يساوي المُعدَّل الهامشيّ للتحويل في الإنتاج، عندما تسير جميع العمليات الإنتاجيّة حسب رغبة المُستهلك.[2]

هناك عدد من الحالات يتفق الاقتصاديّون على أنها تؤدي إلى عدم الكفاءة. ومنها:
عدم اكتمال بناء السوق، مثل احتكار البيع أو الشراء أو احتكارها من قِبل قلة من الناس أو المنافسة الاحتكاريّة.
- قصور عامل التخصيص في أسس نظرية الإنتاج.
- فشل السوق أو العوامل الخارجيّة؛ مثل وجود تكلفة اجتماعيّة.
- كشط السعر أو تمييز السعر.
- المعلومات غير المتناسقة، مشكلة الموكل والوكيل.
- تدهور التكلفة المتوسطة على المدى البعيد في حالة الاحتكار الطبيعيّ.
- أنواع معينة من الضرائب والرسوم الجمركيّة.[7]

لتحديد ما إذا كانت أنشطة الدولة تتجه بها إلى كفاءة باريتو، يوجد اثنان من اختبارات التعويض يمكن الاعتماد عليهما. عادة ما يكون التغيير أفضل لبعض الناس بينما يجعل غيرهم أسوأ حالًا، لذلك فإن تلك الاختبارات تسأل ماذا سيحدث إذا قرر الفائزون مساعدة الخاسرين. باستخدام «شرط كالدور»، يساهم النشاط في مثاليّة باريتو إذا كانت أقصى كمية يمكن أن يدفعها الفائزون تزيد عن أقل كمية يرضى بها الخاسرون. تحت شرط هيكس، يساهم النشاط في مثاليّة باريتو إذا كانت أقصى كمية يمكن للخاسرين أن يقدموها للمستفيدين لمنع التغيير أقل من الحد الأدنى الذي يرضى به المستفيدون كرشوة للتخلي عن التغيير. يعتمد اختبار تعويض هيكس على وجهة نظر الخاسرين، بينما يعتمد اختبار كالدور على وجهة نظر المستفيدين.

## النظريات الأساسيّة
يرتبط مجال اقتصاد الرفاه بنظريتين أساسيّتين. تنص الأولى على أنه بوجود افتراضات معينة، تنتج الأسواق المتنافسة كفاءة باريتو. تعتبر الافتراضات المطلوبة ضعيفة بصورة عامة، فوجود توازن تنافسيّ ينطوي على كل من سلوك أخذ السعر والأسواق المتكاملة، لكن الافتراض الإضافيّ الوحيد هو عدم إشباع تفضيلات العملاء المحليين. يُعتقَد أن النظرية الأولى تتوافق مع اليد الخفيّة لآدم سميث، ولكن لا يوجد سبب عقلانيّ يقول إن أفضل أمثلية باريتو سيختارها السوق دون تدخُّل.
تنص النظريّة الثانية على المزيد من القيود، يمكن دعم نتائج كفاءة باريتو كتوازن سوقيّ تنافسيّ. من النتائج المباشرة للنظرية الثانية، أن المُخطِط الاجتماعيّ يمكنه أن يستخدم نظامًا يضمن الحصول على أفضل شكل من كفاءة باريتو كتوازن تنافسيّ لمجموعة من الأسعار. كما تقترح النظرية أن إعادة التوزيع يجب أن تتحقق دون التأثير على الأسعار (والتي يجب أن تستمر في أن تعكس الندرة النسبيّة)، وبالتالي يؤكِّد أن النتيجة النهائيّة عالية الكفاءة. أثناء الممارسة، تشبه تلك النظرية مفهوم «ما قبل التوزيع».